# Cyrille Thouvenin
Cyrille Thouvenin [túvene~] (* 15. května 1976 Mont-Saint-Martin) je francouzský herec. Studoval na Národní konzervatoři dramatického umění v Paříži. Svou kariéru zahájil koncem devadesátých let. Za svou roli ve filmu Zmatené vztahy byl nominován na Césara pro nejslibnějšího herce. Kromě filmů hrál také v několika televizních seriálech a rovněž působí v divadle (Hamlet, Správce). Roku 2011 napsal a režíroval hru Laurent Lafitte: comme son nom l'indique.

## Filmografie (výběr)
- Zmatené vztahy (2000)
- Juste une question d'amour ("Jen otázka lásky", 2001)
- Sueurs (2002)
- Šedé duše (2005)
- Modlitba za mrtvé (2005)
- Les fragments d’Antonin (2006)
- Stalo se (2008)
- Nobody Fucks Nico (2011)
- Le temps des égarés ("Doba zbloudilých" 2018)